# Selassie Is the Chapel

Selassie Is the Chapel est une compilation des Wailers parue en 1997 sur le label Jad Records et sous-titrée The Complete Bob Marley and the Wailers 1967-1972 vol. 2.
Cette série de dix CD contient l'intégrale des titres enregistré par le trio vocal The Wailers (Bunny Wailer, Peter Tosh et Bob Marley au cours de la période de six ans qui a succédé aux enregistrements de la période Studio One (1963-1966), et avant la période internationale parue chez les disques Island (fin 1972 à 1980). La série The Complete Bob Marley and the Wailers 1967-1972 et le coffret complémentaire intitulé Rebel a révélé plus de 140 enregistrements rares ou inédits en plus de titres mieux connus, totalisant plus de 200 morceaux. En plus de deux albums parus chez Trojan, seulement une vingtaine d'autres morceaux de cette période étaient parus en 1992 dans le coffret Songs of Freedom (Tuff Gong-Island).
L'album Selassie Is the Chapel contient un grand nombre d'enregistrements inédits ou extrêmement rares réunis et restaurés par les producteurs Bruno Blum et Roger Steffens. Parue initialement en 1968, la chanson Selassie Is the Chapel, qui donne son nom à l'album, provient d'un 45 tours pressé en 1968 à une trentaine d'exemplaires seulement.  Adaptée d'un succès du groupe vocal afro-américain The Orioles Crying in the Chapel de 1953, elle a une importance historique certaine puisqu'elle est la première chanson affirmant la nouvelle identité rasta de Bob Marley. Les paroles ont été modifiées par son ami et producteur de l'époque Mortimo Planno.
D'autres titres significatifs sont inclus ici, notamment Don't Rock my Boat, version originelle de ce qui est devenu en 1978 le succès international Satisfy my Soul et Black Progress, qui est adapté du succès engagé de James Brown (Say It Loud) I'm Black and I'm Proud.

## Liste des morceaux
1. Don't Rock My Boat
2. The Lord Will Make A Way Somehow
3. Chances Are
4. Selassie Is The Chapel
5. Tread Oh
6. Feel Alright
7. Rhythm
8. Rocking Steady
9. Adam And Eve
10. Wisdom
11. This Train
12. Thank You Lord
13. Give Me A Ticket (version)
14. Trouble On The Road Again
15. Black Progress
16. Black Progress (version)
17. Tread Oh (version)